# Родригес, Хосе Мария
Хосе́ Мари́я «Че́ма» Родри́гес (исп. José María «Chema» Rodríguez; родился в 1926 году в Монтевидео, умер 21 ноября 2003 там же) — уругвайский футбольный тренер.

## Биография
О ранней биографии Чемы Родригеса мало сведений, он не играл в футбол на профессиональном уровне. В 1964—1965 годах возглавлял гуаякильскую «Барселону», с которой стал победителем региональной лиги. В 1965 году был помощником Фаусто Монтальвана в сборной Эквадора. С 20 июля по 12 октября 1965 года возглавлял сборную Эквадора в матчах отборочного турнира к чемпионату мира 1966 года. Добился единственной в истории Эквадора выездной победы над Колумбией в игре, прошедшей в Барранкилье, но несмотря на это, Эквадор так и не смог пробиться на английский Мундиаль.
С 1967 по 1970 год работал в асунсьонском «Гуарани», с которым дважды выигрывал первенство Парагвая. Одновременно, с 1967 по 1969 год, тренировал национальную команду этой страны. В 1971 году перешёл в «Олимпию», с которой завоевал третий титул чемпиона Парагвая.
В первой половине 1974 года тренировал «Пеньяроль», но в середине чемпионата руководство «ауринегрос» приняло решение вернуть на пост главного тренера Уго Баньюло, который в итоге привёл команду к третьему чемпионству подряд.
В 1974—1975 годах Чема вновь тренировал «альбирроху», после чего возглавил сборную родной страны. Ему не удалось вывести Уругвай на чемпионат мира 1978 года и в 1977 году специалист вернулся в Эквадор, где он вновь стал работать с «Барселоной». В 1981 году он в последний раз возглавлял национальную команду, в третий раз придя на пост главного тренера сборной Парагвая. Завершил тренерскую карьеру в 1989 году в парагвайском «Гуарани».
Родригес «стеснялся» общаться на тему своих достижений в качестве главного тренера. Умер в возрасте 77 лет от рака. У Чемы осталась вдова Кристина Герра Родригес.

## Титулы
- Чемпион Уругвая (1): 1974
- Чемпион Парагвая (3): 1967, 1969, 1971